# Aurazjusz z Toledo
Aurazjusz z Toledo (zm. 615) – biskup Toledo. Zachował się jeden list jego autorstwa pt. Epistula od Fragonem. W piśmie tym Aurazjusz poddaje krytyce prożydowskie sympatie księcia. Za czasów biskupstwa Aurazujusza Toledo zostało metropolią.